# Demiejivska (metrostation)
Demiejivska (Oekraïens: Демiïвська) is een station van de metro van Kiev dat op 15 december 2010 is geopend.